# Volumenüberwachung
Volumenüberwachung ist bei Alarmanlagen die Bezeichnung für ein Überwachungsprinzip, bei dem das gesamte Innere des zu schützenden Raumes (Volumen) auf sich bewegende Personen (oder auch Tiere und Gegenstände) durch Sensoren überwacht wird.
Im Gegensatz dazu steht die Außenhautüberwachung, bei der nur der Randbereich des Raumes, meist seine Zugänge (Türen, Fenster), überwacht wird, man sich aber in seinem Inneren ungestört bewegen kann.
Typische Sensoren für Volumenüberwachung sind passive Infrarot-Bewegungsmelder und aktive Ultraschallsensoren, für eine Außenhautüberwachung Schaltkontakte und Glasbruchmelder.
Lichtschranken können je nach Konstruktion für beide Zwecke eingesetzt werden.